# Glaniopsis denudata
Glaniopsis denudata är en fiskart som beskrevs av Roberts 1982. Glaniopsis denudata ingår i släktet Glaniopsis och familjen grönlingsfiskar. Inga underarter finns listade i Catalogue of Life.